# مسکین‌لی، گدابیگ
مسکین‌لی (به لاتین: Miskinli، تا ۲۵ اکتبر ۲۰۱۱ رستم علی‌اف Rüstəm Əliyev، پیش‌تر پلان‌کند Plankənd و روستاوی Rustavi) یک منطقه مسکونی در جمهوری آذربایجان است که در شهرستان گدابیگ واقع شده است. مسکین‌لی ۲۶۱۳ نفر جمعیت دارد.